# Szürkefejű lúd

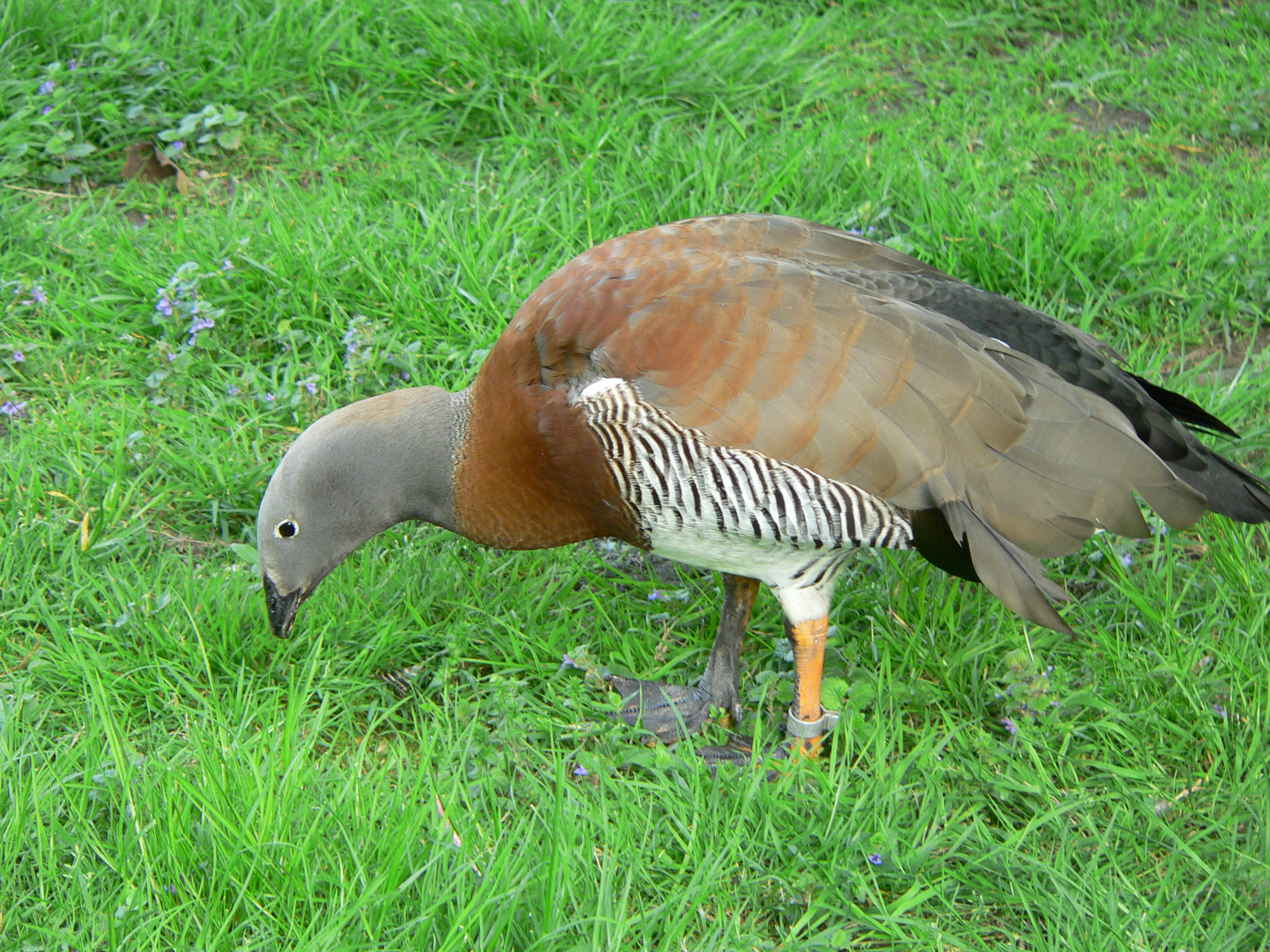

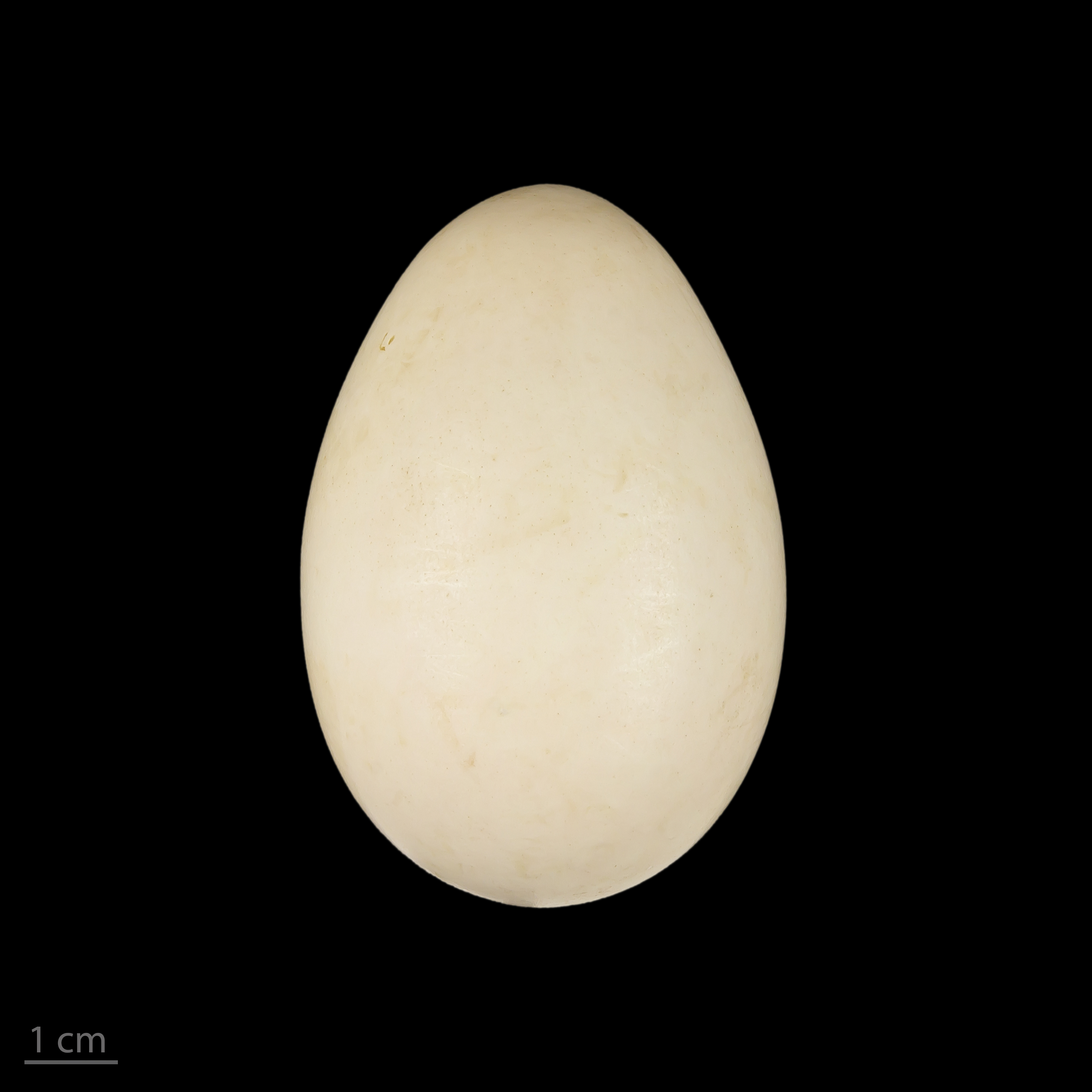
Chloephaga poliocephala

A szürkefejű lúd (Chloephaga poliocephala) a lúdalakúak (Anseriformes) rendjébe, ezen belül a récefélék (Anatidae) családjába, azon belül a tarkalúdformák (Tadorninae) alcsaládjába tartozó faj.

## Előfordulása
Dél-Amerika déli részén, Chile és Argentína területének hegyvidéki részein él.

## Megjelenése
Teljes hossza 50-55 centiméter hosszú.
A felnőtt madarak feje és nyaka hamuszürke színű, testük gesztenyebarna.
Hasa fehér és oldalát fekete-fehér csíkozású tollazat borítja.
Lába narancssárga, csőre szürkés színű.
A nemek között nincs különbség.
A fiatal madarak feje az öregekkel ellentétben barnás színű.

## Életmódja
Általában csoportosan fordul elő, de a költési időszakban a csoport párokra szakad.
Bokrokkal és sziklákkal borított nedves réteken, víz közelében levő déli bükkerdőkben él.
Növényi részekkel táplálkozik, javarészt füvet legel.

## Szaporodása
A fészkeket a talajra építi egy fűcsomó védelmében vagy egy bokorban, száraz növényi részekből és pihékkel béleli.
A 4-6 fakó okkersárga színű tojáson csak a tojó kotlik nagyjából 30 napig, míg a hím a közelben őrködik. 
A pelyhes fiókák fészekhagyók.